# Les Claypool
 (avril 2017).
Pour les articles homonymes, voir Claypool.
Leslie Edward Claypool, dit Les Claypool, est un bassiste et chanteur, né le 29 septembre 1963 à Richmond, en Californie.

## Enfance et débuts musicaux
Né dans une famille recomposée, il écouta principalement l'album Abbey Road des Beatles. Il hésita assez longtemps avant de choisir la basse comme instrument. Kirk Hammett, futur guitariste de Metallica, lui fit découvrir Jimi Hendrix au lycée. Il fut d'ailleurs par la suite auditionné par le groupe pour remplacer Cliff Burton.
Il rencontre Mark Biedermann, guitariste qui fonde avec lui le groupe Blind Illusion, groupe de metal-progressif. C'est à cette époque qu'il découvre le groupe Rush, ce qui lui laisse entrevoir l'étendue de ce qui lui reste à apprendre. Il décide de jouer désormais de la basse avec trois doigts (au lieu de deux habituellement) et en slap, ce qui donne son style particulier.
Il participe à divers groupes, jazz, swing dans les bals du lycée, disco.
À 19 ans, en 1982, il rejoint le Tommy Crank Band, formé de musiciens tous beaucoup plus expérimentés que lui. Il y apprend à jouer du blues et du R&B, ainsi que les morceaux de James Brown.

## Primus
À partir de 1984, il auditionne pour participer à de nombreux groupes et placer les nombreux morceaux qu'il a écrits, mais soit les groupes ne lui conviennent pas, soit il est trop timide pour chanter.
En 1986, il se présenta aux auditions organisées par Metallica à la suite de la mort de leur bassiste Cliff Burton, mais il fut refusé, jugé trop bon par James Hetfield, ce que Les Claypool prit avec humour comme de la politesse quant à son jeu très particulier qui ne s'inscrivait pas dans le registre de Metallica. Ce fut Jason Newsted qui fut sélectionné.
Un ancien ami, Todd Huth l'appelle pour former un groupe, Primate, qui devient par la suite Primus. Le groupe rencontre un succès local, jusqu'en 1988, où Todd Huth quitte le groupe pour fonder une famille. Les Claypool retourne dans le groupe Blind Illusion, avec lequel il enregistre The Sane Asylum. Il y débauche Larry Lalonde, et refonde Primus avec Tim Alexander à la batterie. Primus s'est acquis la réputation de groupe le plus humoristique et le moins avare de slap de l'histoire du rock.[non neutre] Depuis 1989, Primus a sorti une dizaine d'albums excentriques, changé de batteur pour Brian Mantia, puis récupéré Tim Alexander. Un DVD de tous leurs clips : Animals Should Not Try To Act Like People est sorti en 2003. Il habite près de la ville d'Occidental, dans le comté de Sonoma.

## Son style de jeu
Les Claypool a un style de jeu tout à fait unique, basé sur le jeu à trois doigts et notamment sur le slap et le tapping endiablé sur fretless, ce qui fait que la basse est l'instrument phare du groupe.
Multipliant les projets avec divers musiciens de renom, comme Tom Morello, Tom Waits, Bernie Worrell, Buckethead, Robert Trujillo etc. issus de cultures musicales diverses, Les Claypool fédère par son jeu de basse reconnaissable entre mille et sa façon très particulière de composer. Son atypisme "cartoonesque" dans le monde musical l'a rendu mondialement connu, par ses albums et ses performances scéniques. Il joue de préférence sur les basses du luthier Carl Thompson et dernièrement ses propres basses dessinées par lui et fabriquées par un ami de longue date, le luthier Dan Maloney.

## Discographie
- Les Claypool, Of Whales and Woe, Prawn Song, 2006.
- Les Claypool, Of Fungi and Foe, Prawn song, 2009.

## Colonel Les Claypool's Fearless Flying Frog Brigade
Colonel Les Claypool's Fearless Flying Frog Brigade (La Brigade sans-peur des grenouilles volantes du colonel Les Claypool) est l'un des nombreux projets musicaux impliquant le bassiste.
Le groupe  original a été formé pendant l'été 2000 et était composé de Les Claypool (basse, chant), Todd Huth (guitares, chant), Jay Lane (batterie), Jeff Chimenti (claviers), Skerik (saxophone), et Eenor (guitares).
Le groupe a sorti deux albums en 2001, Live Frogs Set 1 et Live Frogs Set 2. Live Frogs Set 1 est un mélange de reprises comme Thela Hun Ginjeet (King Crimson) et Shine On You Crazy Diamond (Pink Floyd) et de chansons  originales. Live Frogs Set 2  est une reprise  de l'album Animals de Pink Floyd. Un album de studio a été également sorti en  2002 intitulé Purple Onion.

## Duo de Twang
En 2013, Les Claypool lance un nouveau projet baptisé Duo de Twang. Sous ce nom, il sort le 4 février 2014 un premier album (Four Foot Shack) enregistré en duo avec le guitariste Bryan Kehoe. Il y reprend notamment des chansons de Primus, des Bee Gees et d'Alice In Chains.

## Autres groupes
- Blind Illusion (en), The Sane Asylum, 1988.
- Sausage (en) (avec notamment Todd Huth), Riddles Are Abound Tonight, 1994.
- Les Claypool & the Holy Mackerel, Highball with the Devil, 1996.
- Oysterhead (groupe formé pour un concert en 2001 avec notamment Trey Anastasio de Phish et Stewart Copeland de Police et qui a enregistré un album : The Grand Pecking Order)
- Colonel Claypool's Bucket of Bernie Brains (en) avec Buckethead, Brain et Bernie Worrell (ancien membre de Parliament, Funkadelic et Praxis) au clavier, The Big Eyeball in the Sky, 2004.
- Frog Brigade, Live Frogs Set 1 et Live Frogs Set 2, 2001 ; Purple Onion, 2002.
- The Claypool Lennon Delirium (avec Sean Lennon), Monolith of Phobos, 2016 ; Lime And Limpid Green, 2017 ; South Of Reality, 2019.

## Filmographie

### comme compositeur
- 1992 : Kung Fu Rascals
- 2006 : Electric Apricot

### comme acteur
- 1992 : Kung Fu Rascals : Sherriff of Ching Wa County
- 1997 : Pink as the Day She Was Born de Steve Hall : Stevie
- 1998 : Primus: Videoplasty (vidéo) : Les Claypool
- 2002 : The Hot Show (TV) : MC Amish Back-up Band
- 2006 : Electric Apricot : Lapland Miclovich aka-Lapdog

### comme réalisateur
- 1998 : Primus: Videoplasty (vidéo)
- 2006 : Electric Apricot

### comme scénariste
- 2006 : Electric Apricot

### comme monteur
- 2006 : Electric Apricot

### comme producteur
- 1998 : Primus: Videoplasty (vidéo)